# Iglesia de San Blas (Dubrovnik)

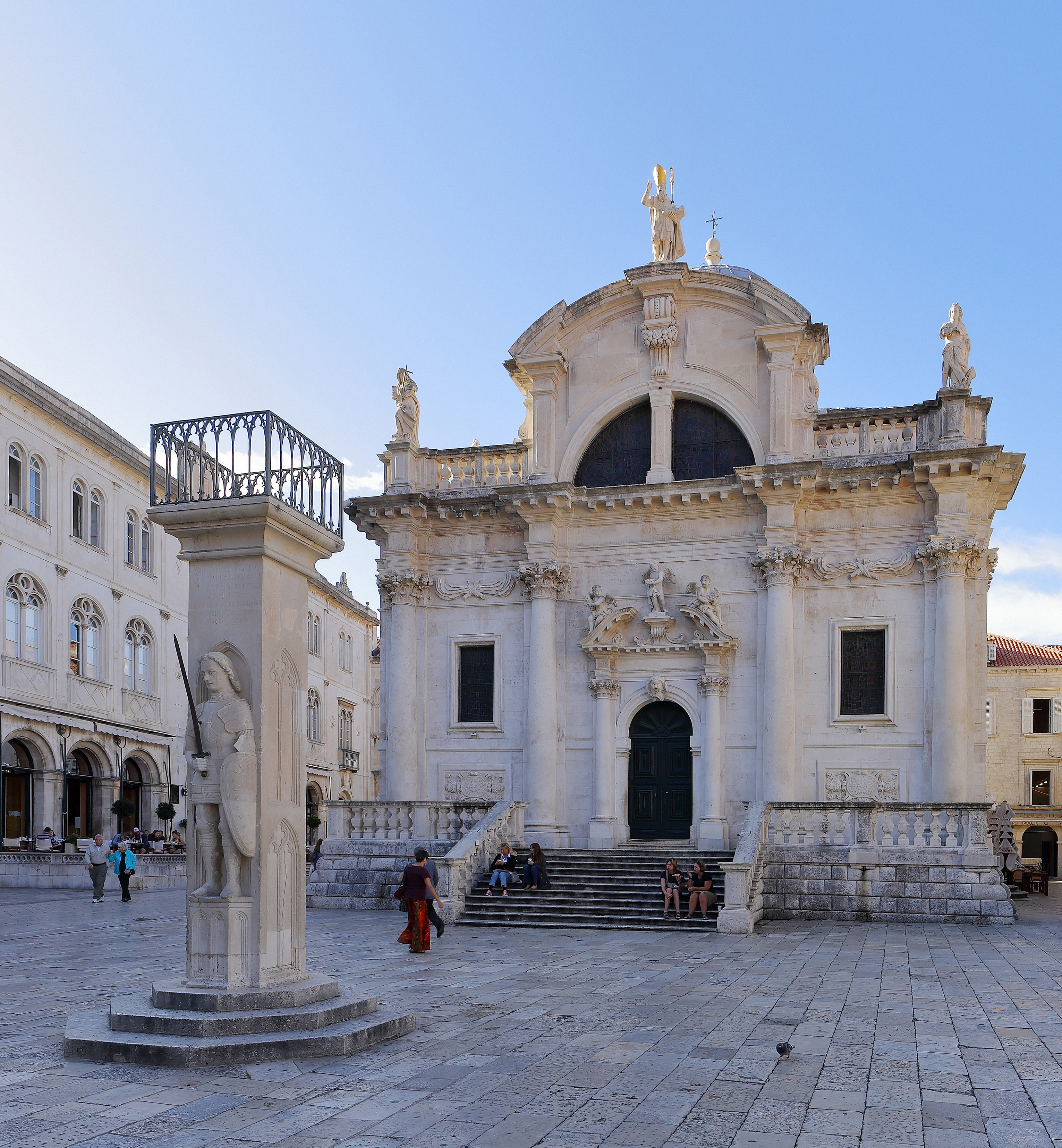
Foto De la Iglesia desde el palacio de Spinoza

La iglesia de San Blas (en croata: Crkva sv. Vlaha) es una iglesia barroca en Dubrovnik y uno de los principales atractivos de la ciudad. San Blas (San Vlaho), es el santo patrón de la ciudad de Dubrovnik y antiguamente el protector de la República independiente de Ragusa.

## Historia
En febrero de 1349, un mes después de que la Peste Negra llegara a Dubrovnik, el Gran Consejo decidió construir una iglesia románica dedicada a San Blas como cabeza y protector de la ciudad. Como la plaga había matado a muchos herederos y albaceas, el Consejo decidió además utilizar algunas de las propiedades que habían vuelto al estado como fondos para la construcción de la iglesia. Bajo la supervisión de los artesanos Andelo Lorrin, Butko y Mihajlo Petrovic, la iglesia se completó en tres años. La iglesia de San Blas se convirtió rápidamente en la segunda iglesia más importante de Dubrovnik después de su catedral.
La iglesia actual fue construida en 1715 por el arquitecto y escultor veneciano Marino Gropelli (1662-1728) sobre los cimientos de la iglesia medieval que, aunque sobrevivió bastante bien al terremoto de 1667, se incendió en 1706.La iglesia fue construida inspirándose en la iglesia veneciana de San Maurizio de Sansovino.

## Descripción
La iglesia consta de una sola nave cuadrada con planta de cruz griega inscrita, ábside flanqueado por dos sacristías y cúpula oblonga en el centro. Una escalera conduce al portal, decorado con estatuas de ángeles. La fachada está dividida por cuatro columnas corintias. En la parte superior de la fachada hay un frontón semicircular y una balaustrada con tres estatuas de Marino Gropelli: un San Blas en plata  (en el centro) y a los lados las personificaciones de la Fe y la Esperanza.
El interior contiene una bóveda de cañón está ricamente decorado en estilo barroco. Las columnas corintias del centro sostienen el tambor de la cúpula y la linterna. Las esquinas de la nave presentan cúpulas ciegas. El altar mayor, en combinación de mármol blanco y policromado, muestra en un alto nicho una preciosa estatua gótica de San Blas en plata dorada, realizada en el siglo XV por un maestro local desconocido. El santo muestra en su mano izquierda una maqueta de la iglesia románica que fue destruida por el terremoto de 1667. Está flanqueado por dos ángeles arrodillados. Esta estatua fue la única que sobrevivió al incendio de 1706. El antependio abovedado está decorado con dos ángeles que desvelan una cortina delante de un medallón.
La iglesia incluye las reliquias de San Silvestre.